# Titanattus novarai
Titanattus novarai är en spindelart som beskrevs av Lodovico di Caporiacco 1955. Titanattus novarai ingår i släktet Titanattus och familjen hoppspindlar. Inga underarter finns listade i Catalogue of Life.